# William S. Howard

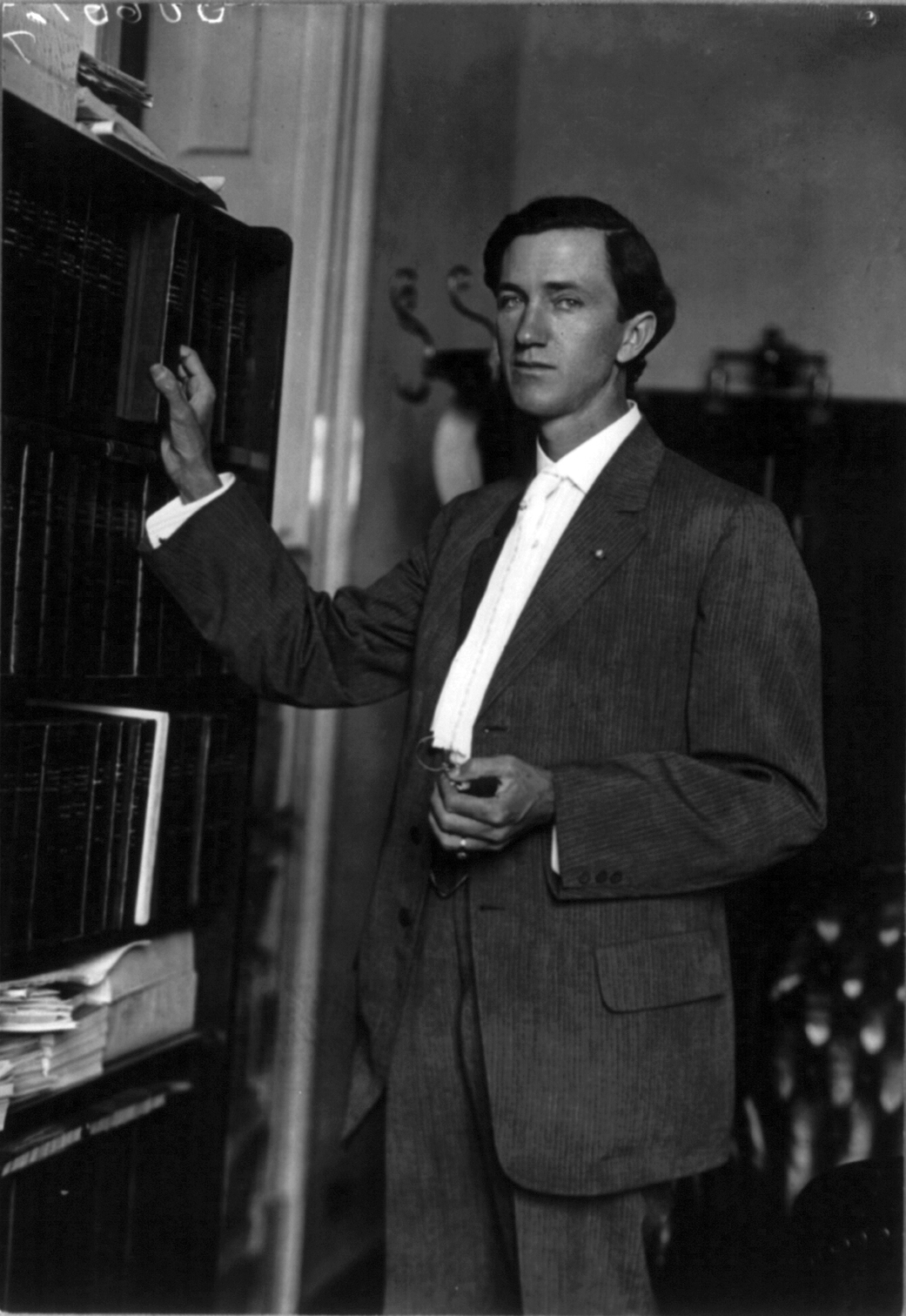
Willam Schley Howard

William Schley Howard (* 29. Juni 1875 in Kirkwood, DeKalb County, Georgia; † 1. August 1953 in Atlanta, Georgia) war ein US-amerikanischer Politiker. Zwischen 1911 und 1919 vertrat er den Bundesstaat Georgia im US-Repräsentantenhaus.

## Werdegang
William Howard war ein Cousin von Augustus Octavius Bacon (1839–1914), der zwischen 1895 und 1915 für den Staat Georgia im US-Senat saß. Sein Enkel Pierre Howard war zwischen 1991 und 1999 Vizegouverneur von Georgia. Er besuchte die Neel’s Academy und war danach von 1888 bis 1891 Angestellter beim Repräsentantenhaus von Georgia. In den Jahren 1894 und 1895 fungierte er als Privatsekretär von US-Senator Patrick Walsh. Nach einem anschließenden Jurastudium und seiner im Jahr 1897 erfolgten Zulassung als Rechtsanwalt begann er in Wrightsville in seinem neuen Beruf zu arbeiten. Im Jahr 1898 nahm er als Feldwebel am Spanisch-Amerikanischen Krieg teil.
Howard war Mitglied der Demokratischen Partei. In den Jahren 1900 und 1901 gehörte er dem Repräsentantenhaus von Georgia an. Von 1905 bis 1911 war er Staatsanwalt im Gerichtsbezirk von Stone Mountain. Bei den Kongresswahlen des Jahres 1910 wurde Howard im fünften Wahlbezirk von Georgia in das US-Repräsentantenhaus in Washington, D.C. gewählt, wo er am 4. März 1911 die Nachfolge von Leonidas F. Livingston antrat. Nach drei Wiederwahlen konnte er bis zum 3. März 1919 vier Legislaturperioden im Kongress absolvieren. In diese Zeit fiel der Erste Weltkrieg. Außerdem wurden im Jahr 1913 der 16. und der 17. Verfassungszusatz ratifiziert.
Im Jahr 1918 strebte William Howard erfolglos die Nominierung für die Wahlen zum US-Senat an. Danach zog er sich aus der Politik zurück. In den folgenden Jahren praktizierte er in Atlanta als Anwalt, wo er am 1. August 1953 auch verstarb.